# Ozdín
Ozdín (em alemão: Ossden; húngaro: Ozdin) é um município da Eslováquia, situado no distrito de Poltár, na região de Banská Bystrica. Tem 15,22 km² de área e sua população em 2018 foi estimada em 301 habitantes.

## Demografia
| Ano:        | 1994 | 2004   | 2014    | 2024    |
| ----------- | ---- | ------ | ------- | ------- |
| Broj ljudi: | 359  | 370    | 330     | 274     |
| Razlika:    |      | +3,06% | -10,81% | -16,96% |

| Ano:               | 2023 | 2024   |
| ------------------ | ---- | ------ |
| Número de pessoas: | 278  | 274    |
| Diferença:         |      | -1,43% |